# Honda XBR 500
La Honda XBR 500 è una motocicletta da prodotta dalla casa motociclistica giapponese Honda dal 1985 al 1988.

## Descrizione
Presentato al salone di Colonia nel 1984 è alimentato da un motore da 498 cm³ a quattro valvole monocilindrico con le valvole disposte radialmente rispetto al centro geometrico della camera di combustione emisferica (con la camera di combustione radiale a quattro valvole o RFVC) e azionato tramite dei semi-bilancieri. Il motore, derivato dalla serie Honda XR, è dotato di carter secco, con l'olio che viene stoccato in un serbatoio separato sotto la sella.
Grazie alle due valvole di scarico, la moto di è dotata di due impianti di scarico separati. La moto è dotata sia di avviamento elettrico che un a pedale .
La XBR500 montava di primo equipaggiamento ruote Comstar da 18" e pneumatici tubeless da 100/90 anteriori e 110/90 posteriori.